# 天主教帕格爾布爾教區
天主教帕格爾布爾教區 （拉丁語：Dioecesis Bhagalpurensis）是羅馬天主教的一個教區，包括印度比哈爾邦東南部四縣和賈坎德邦東北部四縣，受巴特那總教區管轄。
同名的宗座監牧區成立於1956年8月3日，1965年1月11日升為教區。2012年有教友78,359名，佔轄區總人口百分之0.8。由121名司鐸名管理六十九個堂區。現任教區主教為古里安‧瓦利亞坎塔特爾。